# 馬拉卡坦西托
馬拉卡坦西托（西班牙語：Malacatancito），是危地馬拉的城鎮，位於該國西北部，由韋韋特南戈省負責管轄，面積268平方公里，海拔高度1,825米，2002年人口15,540，人口密度每平方公里57.99人。
15°13′N 91°31′W / 15.217°N 91.517°W